# Madeleine Ferrières
Pour les articles homonymes, voir Ferrières.
Madeleine Ferrières, née le 13 avril 1947, est une historienne française spécialiste de l'histoire de l'alimentation.

## Biographie
En 1992, Madeleine Ferrières est nommée maîtresse de conférences en histoire moderne à l'université d’Avignon et devient professeure d'histoire moderne dans la même université en 2004. Elle exerce également comme chercheuse à l'unité mixte de recherche Temps, espaces, langages, Europe méridionale, Méditerranée (UMR TELEMMe) de la maison méditerranéenne des Sciences de l'homme, à Aix-en-Provence et est par la suite nommée professeure honoraire d’histoire moderne de l’Université d’Avignon.